# Jacques-Martin Tétaz
Jacques-Martin Tétaz est un architecte français né à Paris le 6 mars 1818 et mort à Rueil-Malmaison le 16 octobre 1865.

## Biographie
Jacques-Martin Tétaz entre aux Beaux-Arts de Paris en 1836 où il est élève de Jean-Nicolas Huyot puis d'Hippolyte Lebas. Il remporte le second prix de Rome d'architecture en 1841, le prix départemental en 1842, et le premier grand prix pour un palais de l'Institut en 1843. Il séjourne à la villa Médicis, à Rome, de 1844 à 1848. En 1848, il fait un envoi très remarqué du temple de l'Érechtée d'Athènes qui lui a valu une médaille de troisième classe à l'Exposition universelle de 1855.
À son retour en France, il fournit des dessins d'architecture à la Revue générale de l'architecture et des travaux publics de César Daly. En 1855, il est nommé inspecteur au château de Pau dont il poursuit les travaux de restauration après Alexis Paccard.
Malgré la qualité de ses études, il n'est connu que par le palais de l'Alma, nouvelles écuries de Napoléon III, située au 11, quai Branly, dans le 7e arrondissement de Paris, construit entre 1861 et 1864 et actuel siège notamment du Conseil supérieur de la magistrature.